# Segunda División de Chile 1987
El Campeonato Nacional de Fútbol de Segunda División de 1987 fue el 36° torneo disputado de la segunda categoría del fútbol profesional chileno, con la participación de 28 equipos divididos en dos grupos de 14 equipos.
El torneo se jugó en dos ruedas con un sistema de todos-contra-todos.
El campeón del torneo fue Deportes La Serena, que consiguió el ascenso a Primera División, junto al subcampeón Deportes Valdivia.

## Movimientos divisionales
| Pos | a Primera División 1988 |
| --- | ----------------------- |
| 1º  | Deportes La Serena      |
| 2°  | Deportes Valdivia       |
| 3°  | O'Higgins               |

| Pos | desde Tercera División de Chile 1986 |
| --- | ------------------------------------ |
| 1º  | General Velásquez                    |
| 2º  | Iván Mayo                            |

| Pos | Descendido desde Primera División de Chile 1986 |
| --- | ----------------------------------------------- |
| 1º  | Unión San Felipe                                |
| 2º  | Audax Italiano                                  |
| 3º  | Magallanes                                      |

| Pos | Descendido a Tercera División de Chile 1987 |
| --- | ------------------------------------------- |
| -   | Soinca Bata                                 |

## Equipos participantes
| Equipo                | Ciudad                        |
| --------------------- | ----------------------------- |
| Audax Italiano        | La Florida, Santiago de Chile |
| Cobreandino           | Los Andes                     |
| Curicó Unido          | Curicó                        |
| Coquimbo Unido        | Coquimbo                      |
| Deportes Antofagasta  | Antofagasta                   |
| Deportes Arica        | Arica                         |
| Deportes Laja         | Laja                          |
| Deportes La Serena    | La Serena                     |
| Deportes Linares      | Linares                       |
| Deportes Ovalle       | Ovalle                        |
| Deportes Temuco       | Temuco                        |
| Deportes Puerto Montt | Puerto Montt                  |
| Deportes Valdivia     | Valdivia                      |
| General Velásquez     | San Vicente de Tagua Tagua    |
| Iberia                | Los Ángeles                   |
| Iván Mayo             | Villa Alemana                 |
| Magallanes            | Maipú, Santiago de Chile      |
| Malleco Unido         | Angol                         |
| Ñublense              | Chillán                       |
| O'Higgins             | Rancagua                      |
| Provincial Osorno     | Osorno                        |
| Quintero Unido        | Quintero                      |
| Regional Atacama      | Copiapó                       |
| Santiago Wanderers    | Valparaíso                    |
| Soinca Bata           | Melipilla                     |
| Unión La Calera       | La Calera                     |
| Unión San Felipe      | San Felipe                    |
| Unión Santa Cruz      | Santa Cruz                    |

## Tablas finales

### Zona Norte
| Pos | Equipo                 | PJ | PG | PE | PP | GF | GC | Dif | Pts |
| --- | ---------------------- | -- | -- | -- | -- | -- | -- | --- | --- |
| 1   | Deportes La Serena (2) | 26 | 12 | 11 | 3  | 45 | 22 | 23  | 37  |
| 2   | Regional Atacama       | 26 | 13 | 7  | 6  | 47 | 27 | 20  | 33  |
| 3   | Deportes Antofagasta   | 26 | 12 | 8  | 6  | 44 | 27 | 17  | 32  |
| 4   | Coquimbo Unido (1)     | 26 | 10 | 10 | 6  | 39 | 29 | 10  | 31  |
| 5   | Deportes Ovalle        | 26 | 11 | 8  | 7  | 39 | 28 | 11  | 30  |
| 6   | Santiago Wanderers     | 26 | 9  | 11 | 6  | 35 | 31 | 4   | 29  |
| 7   | Deportes Arica         | 26 | 8  | 12 | 6  | 31 | 25 | 6   | 28  |
| 8   | Audax Italiano         | 26 | 9  | 9  | 8  | 40 | 43 | -3  | 27  |
| 9   | Unión San Felipe       | 26 | 8  | 10 | 8  | 29 | 40 | -11 | 26  |
| 10  | Cobreandino            | 26 | 6  | 11 | 9  | 24 | 30 | -6  | 23  |
| 11  | Unión La Calera        | 26 | 7  | 7  | 12 | 27 | 42 | -15 | 21  |
| 12  | Soinca Bata            | 26 | 4  | 11 | 11 | 33 | 39 | -6  | 19  |
| 13  | Iván Mayo              | 26 | 4  | 10 | 12 | 26 | 50 | -24 | 18  |
| 14  | Quintero Unido         | 26 | 4  | 5  | 17 | 28 | 54 | -26 | 13  |

### Zona Sur
| Pos | Equipo                | PJ | PG | PE | PP | GF | GC | Dif | Pts |
| --- | --------------------- | -- | -- | -- | -- | -- | -- | --- | --- |
| 1   | Deportes Valdivia     | 26 | 11 | 13 | 2  | 30 | 15 | 15  | 35  |
| 2   | O'Higgins (1)         | 26 | 11 | 9  | 6  | 35 | 23 | 12  | 32  |
| 3   | Deportes Temuco (2)   | 26 | 9  | 10 | 7  | 42 | 32 | 17  | 30  |
| 4   | Curicó Unido          | 26 | 8  | 13 | 5  | 32 | 26 | 6   | 29  |
| 5   | Deportes Puerto Montt | 26 | 9  | 11 | 6  | 30 | 25 | 5   | 29  |
| 6   | Iberia Biobío         | 26 | 9  | 10 | 7  | 25 | 24 | 1   | 28  |
| 7   | Ñublense              | 26 | 10 | 6  | 10 | 43 | 39 | 4   | 26  |
| 8   | Malleco Unido         | 26 | 7  | 11 | 8  | 32 | 33 | -1  | 25  |
| 9   | Provincial Osorno     | 26 | 8  | 8  | 10 | 30 | 32 | -2  | 24  |
| 10  | Deportes Linares      | 26 | 7  | 10 | 9  | 24 | 35 | -11 | 24  |
| 11  | General Velásquez     | 26 | 8  | 7  | 11 | 27 | 32 | -5  | 23  |
| 12  | Magallanes            | 26 | 7  | 7  | 12 | 21 | 32 | -11 | 21  |
| 13  | Deportes Laja         | 26 | 6  | 9  | 11 | 21 | 35 | -14 | 21  |
| 14  | Unión Santa Cruz      | 26 | 6  | 8  | 12 | 19 | 28 | -9  | 20  |

PJ=Partidos jugados; PG=Partidos ganados; PE=Partidos empatados; PP=Partidos perdidos; GF=Goles a favor; GC=Goles en contra; Dif=Diferencia de gol; Pts=Puntos

(1): Tiene un punto de bonificación por alcanzar las semifinales de la Copa Polla Gol 1987 de Segunda División.

(2): Tiene dos puntos de bonificación por alcanzar la final de la Copa Polla Gol 1987 de Segunda División.
|  | Final por el campeonato. Asciende a Primera División. |
|  | Clasifica a la Liguilla de Promoción.                 |
|  | Juega Definición de Descenso.                         |
|  | Desciende a Tercera División.                         |

## Definición descenso
| Partido Único; | Magallanes | 4:3 | Soinca Bata | Estadio El Teniente, Rancagua (Chile) |  |

- Soinca Bata de Melipilla desciende a Tercera División.

## Final por el campeonato
| Partido Único; | Deportes La Serena | 2:1 | Deportes Valdivia | Estadio La Portada, La Serena (Chile) |  |
|                |                    |     |                   | Árbitro(s): Iván Guerrero             |  |

| Bandera de Chile            |
| Campeón Deportes La Serena  |
| Asciende a Primera División |

## Liguilla de Promoción
Los 3 equipos que participaron en esa liguilla, tenían que jugar en una sola sede, en este caso en Talca y lo disputaron en un formato de todos contra todos en 3 partidos. El ganador jugará en Primera División para el año 1988, mientras que los 2 perdedores jugarán en Segunda División.
| Pos | Equipo           | PJ | PG | PE | PP | GF | GC | Dif | Pts |
| --- | ---------------- | -- | -- | -- | -- | -- | -- | --- | --- |
| 1   | O'Higgins        | 2  | 1  | 1  | 0  | 3  | 1  | 2   | 3   |
| 2   | Lota Schwager    | 2  | 1  | 1  | 0  | 2  | 1  | 1   | 3   |
| 3   | Regional Atacama | 2  | 0  | 0  | 2  | 0  | 3  | -3  | 0   |

PJ=Partidos jugados; PG=Partidos ganados; PE=Partidos empatados; PP=Partidos perdidos; GF=Goles a favor; GC=Goles en contra; Dif=Diferencia de gol; Pts=Puntos
|  | Jugará en Primera División de Chile 1988  |
|  | Jugarán en Segunda División de Chile 1988 |

1º Fecha
| 6 de febrero de 1988 | O'Higgins                     | 2 : 0 | Regional Atacama | Estadio Fiscal, Talca |  |
|                      | Hermes Navarro · Manuel Baeza |       |                  |                       |  |

2º Fecha
| 10 de febrero de 1988 | Lota Schwager     | 1 : 0 | Regional Atacama | Estadio Fiscal, Talca |  |
|                       | Patricio Bonhomme |       |                  |                       |  |

3º Fecha
| 13 de febrero de 1988 | O'Higgins            | 1 : 1 | Lota Schwager    | Estadio Fiscal, Talca |  |
|                       | Atilio Marchioni 25' |       | Abraham González |                       |  |

- O'Higgins y Lota Schwager terminaron empatados en el primer lugar con 3 puntos. Pero O'Higgins tuvo mejor diferencia de goles (+2 contra +1 de Lota Schwager), por lo que el equipo rancagüino, ascendió a la Primera División para el año 1988 y el equipo lotino, descendió a la Segunda División. En tanto, Regional Atacama se mantiene en la Segunda División.